# Mario Liverani
Mario Liverani (Roma, 10 gennaio 1939) è un orientalista, archeologo e storico delle religioni italiano.

## Biografia
È stato professore ordinario di Storia del Vicino Oriente antico presso l'Università "La Sapienza" di Roma dal 1973 sino al pensionamento; è attualmente professore emerito presso la medesima università. È stato eletto socio corrispondente dell'Accademia Nazionale dei Lincei nel 2001 e poi socio nazionale nel 2013. È membro onorario dell'American Oriental Society. È stato direttore del Centro interuniversitario di ricerca sulle civiltà e l'ambiente del Sahara antico (CIRSA). Sedette nel Senato Accademico dell'Università La Sapienza come membro elettivo.

## Opere
- Storia di Ugarit nell'età degli archivi politici, Roma, 1962
- L'origine delle città - Le prime comunità urbane del Vicino Oriente, Editori Riuniti, Roma, 1986
- Antico Oriente. Storia, società, economia, Roma-Bari, Laterza, 1988, ISBN 88-420-3266-2; nuova edizione aggiornata, 2011, ISBN 978-88-420-9588-0
- Guerra e diplomazia nell'antico Oriente (1600-1100 a.C.), Laterza, 1990, ISBN 88-420-3400-2
- Studies on the Annals of Ashurnasirpal II, 2: Topographical Analysis, Roma, 1992
- Akkad, the First World Empire, Padova, 1993
- Neo-Assyrian Geography, Roma, 1995
- Uruk la prima città, Laterza, Roma-Bari, 1998, ISBN 88-420-5622-7; trad. ingl. come Uruk. The First City, Equinox, London, 2006
- International Relations in the Ancient Near East, 1600-1100 BC, Palgrave, New York, 2001, ISBN 0-333-76153-7
- Oltre la Bibbia. Storia antica di Israele, Laterza, Roma-Bari, 2003, ISBN 88-420-7060-2; trad. ingl. Israel's History and the History of Israel, Routledge, London-New York, 2014
- Myth and Politics in Ancient Near Eastern Historiography, Equinox, London, 2004, ISBN 1-904768-04-0
- Immaginare Babele: Due secoli di studi sulla città orientale antica, Laterza, Roma-Bari, 2013; trad. ingl. Imagining Babylon. The Modern Story of an Ancient City, DeGruyter, Berlin-Boston, 2016
- Assiria. La preistoria dell'imperialismo, Laterza, Roma-Bari, 2017, ISBN 978-8858126684; trad. ingl. Assyria. The Imperial Mission, Eisenbrauns, 2017
- Paradiso e dintorni. Il paesaggio rurale dell'antico Oriente, Laterza, Roma-Bari, 2018, ISBN 978-8858133354
- Oriente Occidente, Laterza, Roma-Bari, 2021, ISBN 978-8858141304